# Yvon Harmegnies
Pour les articles homonymes, voir Harmegnies.
Yvon M.J.J. Harmegnies (né le 15 juillet 1943 à Dour et mort le 23 novembre 2013 à l'hôpital de Warquignies) est un homme politique belge, membre du PS.
Il fut instituteur.

## Fonctions politiques
- Député fédéral belge du 8 novembre 1981 au 10 avril 2003.
  - Président du Collège des questeurs de la Chambre.
  - Ancien secrétaire de la Chambre.
  - Président de l'association parlementaire belge de l'OTAN.
- Premier échevin de Dour
- Bourgmestre de Dour de 2000 à 2006

Il est commandeur de l'ordre de Léopold.